# 最上町立月楯小学校
最上町立月楯小学校（もがみちょうりつ つきだてしょうがっこう、tsukidate Elementary School）は、山形県最上郡最上町にあった公立小学校。通称は「月楯小」、「楯小」。

## 概要
最上郡最上町の月楯地区に位置した。児童数は18名。（平成21年度）20名。（平成22年度）
卒業後はほとんどの児童が最上町立最上中学校に進学する。

## 沿革
- 明治13年8月 - 月楯小学校、月楯村に設立
- 明治25年5月1日 - 西小国尋常小学校に統合され、月楯分教場となる
- 明治29年 - 西小国尋常小学校月楯分校を新築移転する
- 明治33年 - 西小国尋常小学校が西小国尋常高等小学校と改称
- 明治34年6月24日 - 西小国尋常高等小学校が新築移転し、月楯に尋常科分教場を設置
- 大正2年11月20日 - 萱場冬期臨時分教場設置
- 昭和13年 - 月楯・萱場両分教場改築
- 昭和16年4月1日 - 西小国尋常小学校を西小国村国民学校と改称
- 昭和22年4月1日 - 西小国国民学校を西小国村立小国小学校と改称
- 昭和28年4月1日 - 西小国村立小国小学校月楯分校が本校から独立し、西小国村立月楯小学校となる　萱場分校は，月楯小学校萱場分校となる
- 昭和29年9月1日 - 西小国村と東小国村の町村合併により最上町立月楯小学校と改称
- 昭和32年3月31日  - 萱場分校が廃校となり本校に統合される　校章を制定する
- 昭和35年11月3日 - 月楯小学校の校歌制定
- 昭和44年 - 萱場冬季分校新改築
- 昭和47年5月1日 -  へき地1級に指定される
- 平成4年3月 - 校舎1775．00平方メートル 体育館835･00平方メートル  新築　7月22日  月楯小学校新築落成式
- 平成10年11月9日 - 萱場地区児童スクールバス利用開始
- 平成12年8月 - 電子基準点の設置
- 平成15年6月2日 - 独立50周年記念式典

## 出身有名人
- ビートきよし